# 고다 이사오
고다 이사오(일본어: 香田 勲男, 1965년 5월 29일 ~ )는 일본의 전 프로 야구 선수이자 야구 지도자, 야구 해설가·평론가이다.
현역 시절 요미우리 자이언츠와 긴테쓰 버펄로스·오사카 긴테쓰 버펄로스에서 투수로 활약을 했고 은퇴 후에는 긴테쓰, 요미우리, 두산 베어스, 한신 타이거스에서 코치로 활동했으며 요미우리 시절 착용한 48번은 단일시즌 고시엔 2완봉 이상 후 프로 입단 뒤 단일시즌 2완봉 이상 기록한 투수 중 높은 등번호인데 이 등번호는 이의리 이현승(두산 시절) 등 투수들이 많이 단다.

## 인물

### 프로 입단 전
1982년, 나가사키 현립 사세보 공업고등학교의 2학년 에이스로서 제64회 전국 고등학교 야구 선수권 대회에 출전, 다음 해 춘계와 하계 대회까지 3시즌 연속으로 고시엔 대회에 출전하는 등 세 번 모두 첫 경기에 승리를 거뒀다. 1983년 3학년 때 춘계 대회인 제55회 선발 고등학교 야구 대회에서는 팀이 8강에 진출하는 등 고시엔 대회 통산 4승을 올렸다. 또 3학년 여름에는 고시엔 대회 출전을 결정짓는 전국 고등학교 야구 선수권 나가사키 대회의 결승전(나가사키 현립 고토 고등학교전)에서는 노히트 노런을 달성했다.

### 요미우리 시절
1983년 프로 야구 드래프트 회의에서 요미우리 자이언츠로부터 2순위 지명을 받고 입단해 프로 2년차인 1985년 6월 9일 주니치 드래건스전(나고야 구장)에서 첫 등판하였고 이듬해 1986년에는 프로 데뷔 후 처음으로 승리 투수가 되었다.
1988년, 데뷔 후 처음으로 선발을 맡은 6월 14일의 야쿠르트 스왈로스전(메이지 진구 야구장)에서 프로 첫 완봉승을 따냈다 그 해에는 선발을 중심으로 27경기에 등판해 4승을 기록했고 이듬해 1989년 일본 시리즈에서는 팀이 3연패를 맞이한 4차전에 선발 등판하여 완봉승을 올렸다. 고다의 쾌투는 일본 시리즈의 흐름을 크게 바꾸면서 이후 팀은 내리 4연승을 기록하는 쾌거를 이뤄내 우승을 달성했다. 고다는 7차전에도 승리 투수가 되어 오카자키 가오루, 아와노 히데유키와 함께 일본 시리즈 우수 선수상을 수상했다.
1990년에는 처음으로 규정 투구 이닝을 채운 것 외에도 데뷔 후 첫 두 자릿수 승리가 되는 11승을 기록하는 등 팀의 중심 투수로서 맹활약을 했고 8월에는 월간 MVP를 수상했다. 그러나 1991년에는 6승에만 그쳤고 1992년에는 5년 만에 단 한 번도 승리를 기록하지 못했다. 1993년에는 8승을 올리면서 회복의 조짐을 보였지만 다음해 1994년에는 2승에만 그쳐 일본 시리즈에서도 1차전에 패전 처리 투수로 등판했다. 시즌 종료 후 아와노와의 트레이드로 긴테쓰 버펄로스에 이적했다.

### 긴테쓰 시절
긴테쓰 이적 후인 1995년에는 2승, 1996년에는 4경기에 선발 등판했지만 단 한 차례도 승리를 기록하지 못하는 등의 부진한 성적을 남겼지만 1997년에 9승을 올리는 등의 회복하는 모습을 보여 같은 해 올스타전에는 감독 추천으로 출전했다.
1999년에는 구원 투수로 전향하여 55경기에 등판해 오쓰카 아키노리의 부진과 개막 초에 마무리를 맡은 카를로스 발데스가 기대 이하의 투구로 슬럼프를 겪고 있는 와중에도 마무리를 맡는 등 5승 8세이브를 기록해 최하위로 극심한 성적 부진을 겪고있는 팀의 구원 투수로서 활약을 했다. 2001년에는 긴테쓰가 리그 우승을 달성하면서 그 해 시즌 종료 후 현역 은퇴를 선언했고 같은 해 일본 시리즈에서도 등판했다.

### 그 후
2002년부터 2년 간 긴테쓰 1군 투수 코치(불펜)를 담당했고, 2004년부터 7년 동안 요미우리의 투수 코치를 담당했다(2004년과 2006년부터 ~ 2007년까지는 2군, 2005년과 2008년부터 ~ 2011년까지는 1군(불펜)).
2012년, 후지 TV에서 야구 해설위원과 스포츠 호치의 야구 평론가를 맡았고 2013년부터 KBO 리그 두산 베어스의 2군 투수 코치로 발탁되었다.

## 상세 정보

### 출신 학교
- 나가사키 현립 사세보 공업고등학교

### 선수 경력
- 요미우리 자이언츠(1984년 ~ 1994년)
- 긴테쓰 버펄로스·오사카 긴테쓰 버펄로스(1995년 ~ 2001년)

### 지도자·기타 경력
지도자
- 오사카 긴테쓰 버펄로스 1군 투수 코치(2002년 ~ 2003년)
- 요미우리 자이언츠 2군 투수 코치(2004년, 2006년 ~ 2007년)
- 요미우리 자이언츠 1군 투수 코치(2005년, 2008년 ~ 2011년)
- 두산 베어스 2군 투수 코치(2013년)
- 두산 베어스 1군 투수 코치(2014년)
- 한신 타이거스 2군 투수 코치(2015년, 2019년 ~ 2020년)
- 한신 타이거스 1군 투수 코치(2016년 ~ 2018년)

해설자
- 후지 TV, 스포츠 호치 야구 해설자(2012년)

### 수상·타이틀 경력
- 일본 시리즈 우수 선수상 : 1회(1989년)
- 월간 MVP : 1회(1990년 8월)

### 개인 기록

#### 첫 기록
- 첫 등판 : 1985년 6월 9일, 대 주니치 드래건스 11차전(나고야 구장), 9회말에 2번째 투수로서 구원 등판·마무리, 1이닝 무실점
- 첫 탈삼진 : 상동, 9회말에 후지나미 유키오로부터
- 첫 승리 : 1986년 5월 1일, 대 주니치 드래건스 5차전(나고야 구장), 4회말 1사에 3번째 투수로서 구원 등판, 4와 2/3이닝 무실점
- 첫 세이브 : 1988년 6월 5일, 대 요코하마 다이요 웨일스 10차전(도쿄 돔), 9회초에 4번째 투수로서 구원 등판·마무리, 1이닝 무실점
- 첫 선발·첫 완투 승리·첫 완봉 승리: 1988년 6월 14일, 대 야쿠르트 스왈로스 10차전(메이지 진구 야구장)

#### 기록 달성 경력
- 통산 1000투구 이닝 : 1999년 8월 17일, 대 세이부 라이온스 19차전(세이부 돔), 9회말 2아웃에 이토 쓰토무를 1루수 플라이로 잡아 달성 ※역대 280번째

#### 기타
- 올스타전 출장 : 1회(1997년)

### 등번호
- 48(1984년 ~ 1994년)
- 12(1995년 ~ 2001년)
- 70(2002년 ~ 2003년)
- 89(2004년 ~ 2005년)
- 72(2006년 ~ 2011년)
- 87(2013년 ~ 2014년)
- 90(2015년 ~ 2020년)

### 연도별 투수 성적
| 연 도       | 소 속       | 등 판 | 선 발 | 완 투 | 완 봉 | 무 4 구 | 승 리 | 패 전 | 세 이 브 | 홀 드 | 승 률 | 타 자 | 이 닝  | 피 안 타 | 피 홈 런 | 볼 넷 | 고 4 | 몸 맞 | 탈 삼 진 | 폭 투 | 보 크 | 실 점 | 자 책 점 | 평 자 책 | W H I P |
| ----------- | ----------- | ----- | ----- | ----- | ----- | ------- | ----- | ----- | -------- | ----- | ----- | ----- | ------ | -------- | -------- | ----- | ---- | ----- | -------- | ----- | ----- | ----- | -------- | -------- | ------- |
| 1985년      | 요미우리    | 1     | 0     | 0     | 0     | 0       | 0     | 0     | 0        | --    | ----  | 4     | 1.0    | 1        | 0        | 0     | 0    | 0     | 1        | 0     | 0     | 0     | 0        | 0.00     | 1.00    |
| 1986년      | 요미우리    | 13    | 0     | 0     | 0     | 0       | 1     | 0     | 0        | --    | 1.000 | 90    | 22.0   | 14       | 4        | 9     | 1    | 1     | 25       | 1     | 0     | 11    | 10       | 4.09     | 1.05    |
| 1988년      | 요미우리    | 27    | 11    | 2     | 1     | 0       | 4     | 3     | 1        | --    | .571  | 371   | 93.2   | 73       | 5        | 24    | 3    | 0     | 76       | 1     | 0     | 28    | 27       | 2.59     | 1.04    |
| 1989년      | 요미우리    | 19    | 12    | 2     | 2     | 1       | 7     | 3     | 0        | --    | .700  | 334   | 88.0   | 62       | 7        | 21    | 1    | 0     | 71       | 1     | 0     | 23    | 23       | 2.35     | 0.94    |
| 1990년      | 요미우리    | 23    | 19    | 4     | 1     | 0       | 11    | 5     | 0        | --    | .688  | 531   | 130.1  | 116      | 12       | 37    | 2    | 1     | 106      | 5     | 0     | 50    | 42       | 2.90     | 1.17    |
| 1991년      | 요미우리    | 27    | 13    | 3     | 0     | 0       | 6     | 5     | 0        | --    | .545  | 495   | 113.2  | 120      | 18       | 35    | 1    | 2     | 78       | 1     | 0     | 64    | 58       | 4.59     | 1.36    |
| 1992년      | 요미우리    | 13    | 3     | 0     | 0     | 0       | 0     | 2     | 0        | --    | .000  | 134   | 26.1   | 40       | 6        | 15    | 0    | 0     | 27       | 0     | 0     | 27    | 26       | 8.89     | 2.09    |
| 1993년      | 요미우리    | 22    | 16    | 2     | 0     | 0       | 8     | 7     | 0        | --    | .533  | 411   | 100.0  | 87       | 7        | 30    | 0    | 5     | 59       | 3     | 0     | 42    | 39       | 3.51     | 1.17    |
| 1994년      | 요미우리    | 21    | 11    | 1     | 1     | 0       | 2     | 3     | 1        | --    | .400  | 314   | 70.2   | 79       | 7        | 32    | 0    | 3     | 40       | 0     | 0     | 41    | 35       | 4.46     | 1.57    |
| 1995년      | 긴테쓰      | 20    | 12    | 1     | 0     | 0       | 2     | 5     | 0        | --    | .286  | 307   | 69.2   | 84       | 5        | 25    | 2    | 3     | 39       | 1     | 0     | 42    | 38       | 4.91     | 1.56    |
| 1996년      | 긴테쓰      | 4     | 4     | 0     | 0     | 0       | 0     | 3     | 0        | --    | .000  | 72    | 14.0   | 27       | 5        | 4     | 0    | 0     | 6        | 0     | 0     | 15    | 15       | 9.64     | 2.21    |
| 1997년      | 긴테쓰      | 18    | 18    | 0     | 0     | 0       | 9     | 4     | 0        | --    | .692  | 463   | 107.1  | 123      | 7        | 26    | 0    | 3     | 58       | 1     | 0     | 45    | 44       | 3.69     | 1.39    |
| 1998년      | 긴테쓰      | 23    | 14    | 0     | 0     | 0       | 4     | 5     | 0        | --    | .444  | 402   | 89.0   | 110      | 15       | 28    | 1    | 3     | 40       | 1     | 3     | 54    | 49       | 4.96     | 1.55    |
| 1999년      | 긴테쓰      | 55    | 0     | 0     | 0     | 0       | 5     | 4     | 8        | --    | .556  | 408   | 99.2   | 98       | 4        | 18    | 5    | 3     | 67       | 1     | 0     | 33    | 27       | 2.44     | 1.16    |
| 2000년      | 긴테쓰      | 28    | 0     | 0     | 0     | 0       | 6     | 2     | 0        | --    | .750  | 166   | 37.2   | 43       | 2        | 9     | 2    | 1     | 21       | 1     | 0     | 19    | 17       | 4.06     | 1.38    |
| 2001년      | 긴테쓰      | 36    | 0     | 0     | 0     | 0       | 2     | 3     | 1        | --    | .400  | 188   | 47.2   | 41       | 10       | 7     | 0    | 1     | 24       | 0     | 0     | 24    | 21       | 3.97     | 1.01    |
| 통산 : 16년 | 통산 : 16년 | 350   | 133   | 15    | 5     | 1       | 67    | 54    | 11       | --    | .554  | 4690  | 1110.2 | 1118     | 114      | 320   | 18   | 26    | 738      | 17    | 3     | 518   | 471      | 3.82     | 1.29    |